# Keyhole Glacier
Keyhole Glacier är en glaciär i Kanada.   Den ligger i territoriet Nunavut, i den östra delen av landet, 2 700 km norr om huvudstaden Ottawa. Keyhole Glacier ligger 358 meter över havet.
Terrängen runt Keyhole Glacier är bergig åt sydost, men åt nordväst är den kuperad. Keyhole Glacier ligger nere i en dal. Trakten runt Keyhole Glacier är nära nog obefolkad, med mindre än två invånare per kvadratkilometer.. Det finns inga samhällen i närheten.
Trakten runt Keyhole Glacier är permanent täckt av is och snö.